# Зеєв Шерф
Зеєв Шерф (івр. זאב שרף; 21 квітня 1904 — 18 квітня 1984) — ізраїльський політик, у 1960-70-х роках займав декілька міністерських посад.

## Ланки
- Зеєв Шерф на сайті Кнесету [Архівовано 6 вересня 2014 у Wayback Machine.] (англ.)